# 回龍駅
回龍駅（フェリョンえき）は大韓民国京畿道議政府市虎院2洞にある、韓国鉄道公社（KORAIL）と議政府軽電鉄の駅。

## 利用可能な鉄道路線
韓国鉄道公社
京元電鉄線 - 駅番号は111
議政府軽電鉄
議政府軽電鉄 - 駅番号はU111

## 駅構造

### 韓国鉄道公社
相対式ホーム2面2線を有する地上駅。　
議政府軽電鉄との共同使用する橋上駅舎が建設中であり、一部は使用されている。

#### のりば
| 1 | 京元電鉄線 | 議政府・楊州・東豆川中央・逍遥山方面 |
| 2 | 京元電鉄線 | 清凉里・ソウル駅・九老・仁川方面     |

### 議政府軽電鉄
相対式ホーム2面2線を有する高架駅。保安用にホームドアシステム（フルスクリーンタイプ）を装備する。改札口は上りホームに隣接する京元電鉄線方面に通じる改札口とホーム下の改札口の2ヶ所ある。

#### のりば
案内上ののりば番号は設定されていない。 
| 上り |  | 鉢谷方面                                 |
| 下り |  | 軽電鉄議政府・議政府中央・東梧・塔石方面 |

## 利用状況
近年の1日平均利用人員推移は下記のとおりである。
| 路線       | 路線     | 2000年 | 2001年 | 2002年 | 2003年 | 2004年 | 2005年 | 2006年 | 2007年 | 2008年 | 2009年 | 出典  |
| ---------- | -------- | ------ | ------ | ------ | ------ | ------ | ------ | ------ | ------ | ------ | ------ | ----- |
| 京元電鉄線 | 乗車人員 | 8,545  | 15,654 | 16,477 | 17,932 | 15,895 | 15,177 | 15,057 | 16,342 | 17,114 | 17,222 | [ 2 ] |
| 京元電鉄線 | 降車人員 | 6,893  | 10,978 | 11,523 | 18,593 | 13,362 | 13,100 | 13,061 | 14,102 | 14,422 | 14,512 | [ 2 ] |
| 路線       | 路線     | 2010年 | 2011年 | 2012年 | 2013年 | 2014年 | 2015年 | 2016年 | 2017年 | 2018年 | 2019年 | [ 2 ] |
| 京元電鉄線 | 乗車人員 | 17,323 | 17,648 | 17,002 | 16,503 | 16,705 | 14,116 | 13,562 | 13,055 | 12,699 | 13,357 | [ 2 ] |
| 京元電鉄線 | 降車人員 | 14,667 | 15,079 | 15,152 | 15,232 | 15,680 | 13,414 | 13,017 | 12,609 | 12,350 | 12,937 | [ 2 ] |

## 駅周辺
- 京畿地方警察庁 第2庁舎
- 京畿北部兵務支庁
- 国民銀行 回龍駅支店
- ロッテマート 長岩店
- 新韓銀行 長岩店
- 楊州畜産 虎洞支店
- ウリィ銀行 回龍駅支店
- 議政府農協 回龍駅支店
- 議政府子供図書館
- 議政府 自転車駐車場
- 虎院中学校
- 虎院2洞住民センター
- 回龍駅 公営駐車場
- 回龍寺

## 歴史
- 1986年9月2日 - 鉄道庁（当時）の京元電鉄線倉洞～議政府間9.4kmの開通と共に同線の駅として開業。
- 1994年1月10日 - 駅員無配置簡易駅に格下げ。（乙種委託販売所に指定）[3]
- 2005年1月1日 - 鉄道庁が韓国鉄道公社(KORAIL)に改組される。
- 2012年6月29日 - 議政府軽電鉄が開業。
- 2014年12月6日 - 両路線の統合駅舎が正式に開業

## 隣の駅
韓国鉄道公社　
京元電鉄線　
東豆川 - 仁川急行　
議政府駅 (110) - 回龍駅 (111) - 道峰山駅 (113)　
楊州 - 仁川急行・緩行　
議政府駅 (110) - 回龍駅 (111) - 望月寺駅 (112)　
議政府軽電鉄
議政府軽電鉄
鉢谷駅 (U110) - 回龍駅 (U111) - ポムコル駅 (U112)